# Le Mage
Pour les articles homonymes, voir mage (homonymie).
Le Mage est une commune française, située dans le département de l'Orne en région Normandie, peuplée de 217 habitants.

## Géographie
La commune est au cœur du Perche. Son bourg est à 5 km au sud-est de Longny-au-Perche, à 10 km au nord de Rémalard et à 19 km à l'ouest de La Loupe.
Le point culminant (246 m) se situe au sud-ouest, entre les lieux-dits le Mesnil et les Cointinières, mais la cote de 240 m est atteinte au nord, en forêt de Longny. Le point le plus bas (158 m) correspond à la sortie de la Corbionne du territoire, au sud-est.
| Longny-au-Perche        | Longny-au-Perche, La Lande-sur-Eure | Neuilly-sur-Eure   |
| Longny-au-Perche, Bizou | du Mage                             | Moutiers-au-Perche |
| Bizou                   | Rémalard                            | Moutiers-au-Perche |

### Hydrographie
La commune est traversée par la ligne de partage des eaux entre les bassins hydrographiques Seine-Normandie et Loire-Bretagne. Elle est drainée par la Corbionne, le Livier, le ruisseau de Breffin, le ruisseau de la Fermée, le ruisseau de la Goudière, le ruisseau de Saint-Laurent et le ruisseau la Pichardière,,.
La Corbionne, d'une longueur de 25 km, prend sa source dans la commune de Longny les Villages et se jette  dans l'Huisne à Sablons sur Huisne, après avoir traversé six communes. 
Le Livier, d'une longueur de 17 km, prend sa source dans la commune  et se jette  dans l'Eure en limite de Belhomert-Guéhouville et de Fontaine-Simon, après avoir traversé huit communes. 
Trois plans d'eau complètent le réseau hydrographique : l'étang aux Moines, d'une superficie totale de 2,8 ha (1,22 ha sur la commune), l'étang de la Rougette (0,38 ha) et l'étang des Personnes, d'une superficie totale de 27,5 ha (5,45 ha sur la commune),.

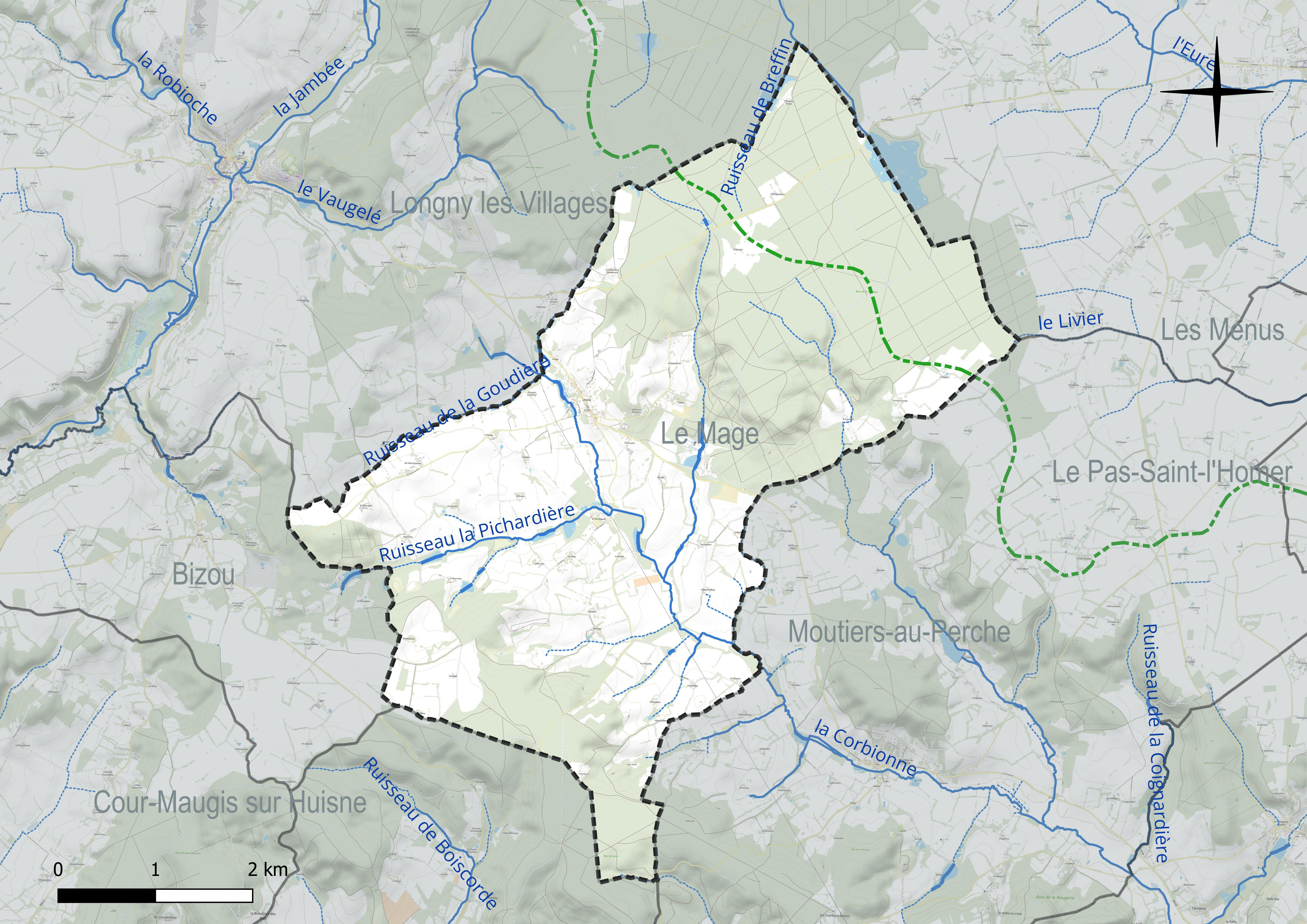
Réseau hydrographique du Mage.

### Climat
Pour des articles plus généraux, voir Climat de la Normandie et Climat de l'Orne.
En 2010, le climat de la commune est de type climat océanique dégradé des plaines du Centre et du Nord, selon une étude du CNRS s'appuyant sur une série de données couvrant la période 1971-2000. En 2020, Météo-France publie une typologie des climats de la France métropolitaine dans laquelle la commune est exposée à un climat océanique altéré et est dans la région climatique Normandie (Cotentin, Orne), caractérisée par une pluviométrie relativement élevée (850 mm/a) et un été frais (15,5 °C) et venté. Parallèlement le GIEC normand, un groupe régional d’experts sur le climat, différencie quant à lui, dans une étude de 2020, trois grands types de climats pour la région Normandie, nuancés à une échelle plus fine par les facteurs géographiques locaux. La commune est, selon ce zonage, exposée à un « climat contrasté des collines », correspondant au Pays d'Ouche et au Perche et bénéficiant d’un caractère continental affirmé avec des précipitations atténuées et des amplitudes thermiques fortes.
Pour la période 1971-2000, la température annuelle moyenne est de 10,3 °C, avec une amplitude thermique annuelle de 14,1 °C. Le cumul annuel moyen de précipitations est de 785 mm, avec 12,6 jours de précipitations en janvier et 8,1 jours en juillet. Pour la période 1991-2020, la température moyenne annuelle observée sur la station météorologique la plus proche, située sur la commune de Tourouvre au Perche à 14 km à vol d'oiseau, est de 10,9 °C et le cumul annuel moyen de précipitations est de 749,1 mm,. Pour l'avenir, les paramètres climatiques de la commune estimés pour 2050 selon différents scénarios d’émission de gaz à effet de serre sont consultables sur un site dédié publié par Météo-France en novembre 2022.

## Urbanisme

### Typologie
Au 1er janvier 2024, Le Mage est catégorisée commune rurale à habitat très dispersé, selon la nouvelle grille communale de densité à sept niveaux définie par l'Insee en 2022.
Elle est située hors unité urbaine et hors attraction des villes,.

### Occupation des sols
L'occupation des sols de la commune, telle qu'elle ressort de la base de données européenne d’occupation biophysique des sols Corine Land Cover (CLC), est marquée par l'importance des territoires agricoles (49,9 % en 2018), en diminution par rapport à 1990 (50,9 %). La répartition détaillée en 2018 est la suivante : 
forêts (49,9 %), prairies (30,4 %), terres arables (19,2 %), zones agricoles hétérogènes (0,4 %), eaux continentales (0,2 %). L'évolution de l’occupation des sols de la commune et de ses infrastructures peut être observée sur les différentes représentations cartographiques du territoire : la carte de Cassini (XVIIIe siècle), la carte d'état-major (1820-1866) et les cartes ou photos aériennes de l'IGN pour la période actuelle (1950 à aujourd'hui).

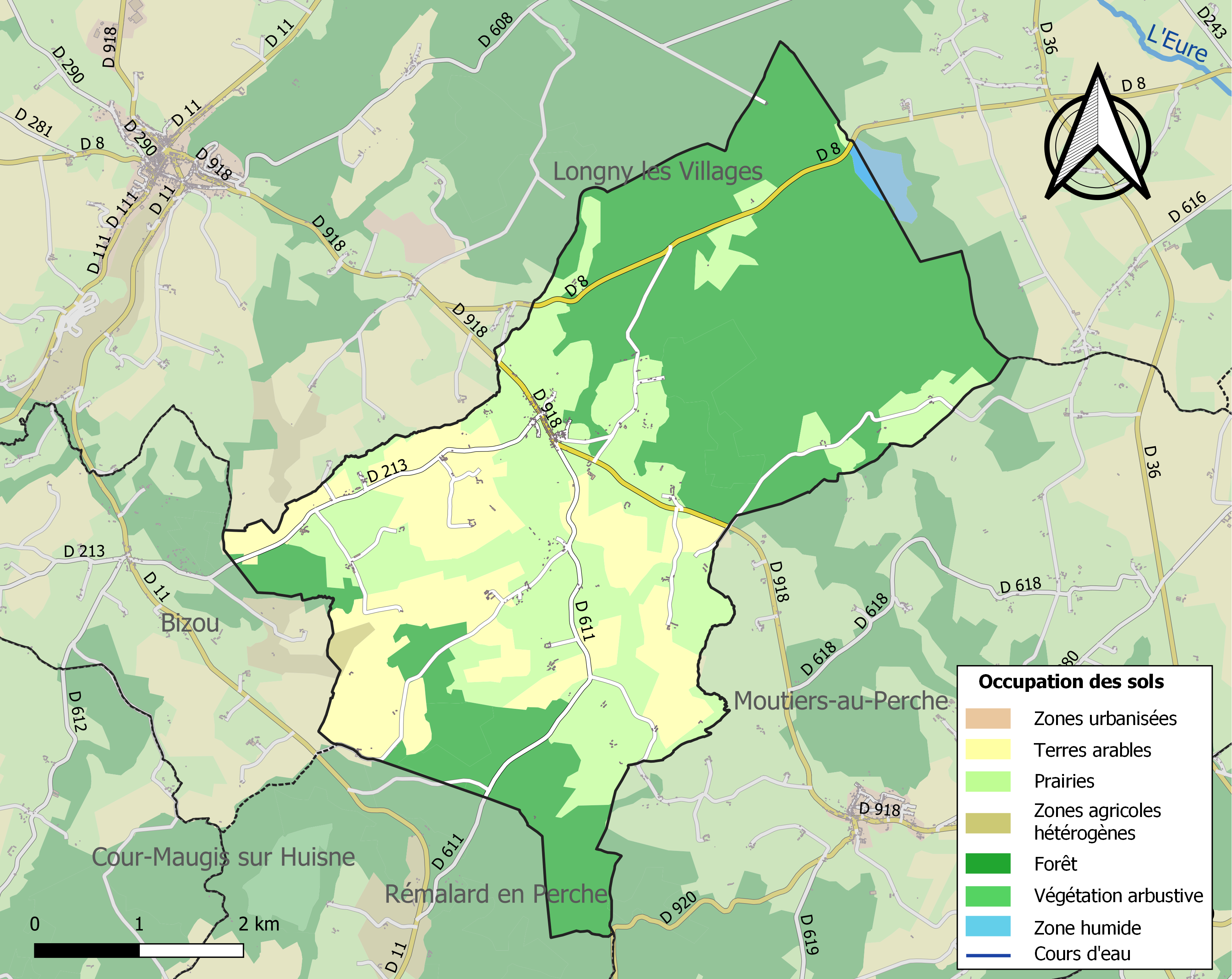
Carte des infrastructures et de l'occupation des sols de la commune en 2018 (CLC).

## Toponymie
L'énigme de l'origine du toponyme Le Mage n'a pas été résolue par les toponymistes. On peut penser à meaticum, en ancien français meage, « droit de passage ».
Le gentilé est Mageois.

## Politique et administration
| Période                                  | Période      | Identité                     | Étiquette | Qualité                                                                                    |
| ---------------------------------------- | ------------ | ---------------------------- | --------- | ------------------------------------------------------------------------------------------ |
| Maire en 1981                            | 1989 (décès) | Michel Bruguière (1938-1989) | RPR       | Directeur d'études, agrégé d'histoire Conseiller général de Longny-au-Perche (1979 → 1989) |
| 1989                                     | mars 2014    | Marcel Maignan               | SE        |                                                                                            |
| mars 2014                                | En cours     | Bernadette Édou              | SE        | Retraitée                                                                                  |
| Les données manquantes sont à compléter. |              |                              |           |                                                                                            |

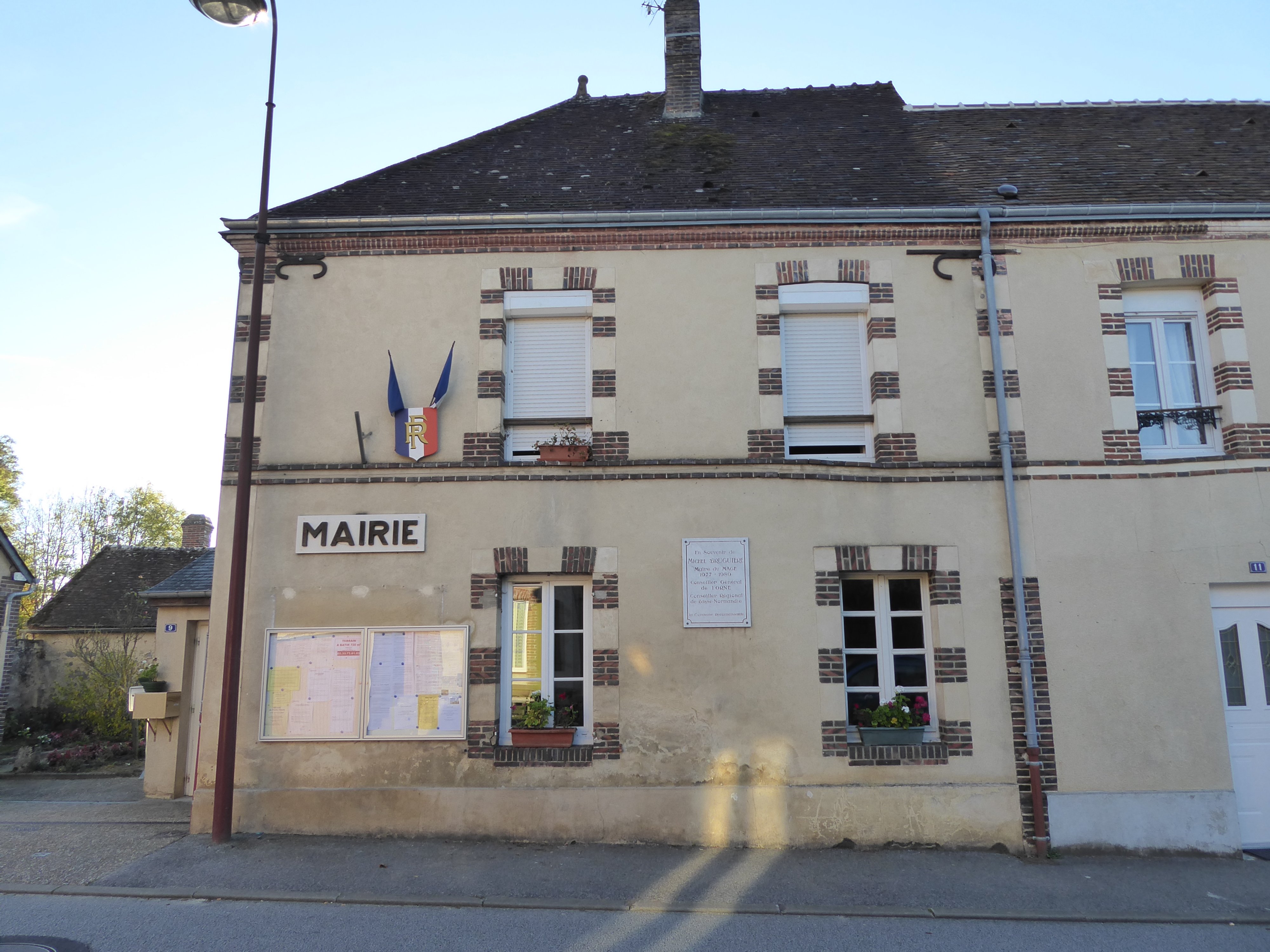
La mairie.

Le conseil municipal est composé de onze membres dont le maire et deux adjoints.

## Démographie
L'évolution du nombre d'habitants est connue à travers les recensements de la population effectués dans la commune depuis 1793. Pour les communes de moins de 10 000 habitants, une enquête de recensement portant sur toute la population est réalisée tous les cinq ans, les populations de référence des années intermédiaires étant quant à elles estimées par interpolation ou extrapolation. Pour la commune, le premier recensement exhaustif entrant dans le cadre du nouveau dispositif a été réalisé en 2004.
En 2022, la commune comptait 217 habitants, en évolution de −7,66 % par rapport à 2016 (Orne : −3,21 %, France hors Mayotte : +2,11 %).
Le Mage a compté jusqu'à 931 habitants en 1836.
| 1793 | 1800 | 1806 | 1821 | 1836 | 1841 | 1846 | 1851 | 1856 |
| ---- | ---- | ---- | ---- | ---- | ---- | ---- | ---- | ---- |
| 750  | 826  | 850  | 819  | 931  | 922  | 930  | 850  | 804  |

| 1861 | 1866 | 1872 | 1876 | 1881 | 1886 | 1891 | 1896 | 1901 |
| ---- | ---- | ---- | ---- | ---- | ---- | ---- | ---- | ---- |
| 752  | 774  | 705  | 662  | 602  | 587  | 557  | 534  | 544  |

| 1906 | 1911 | 1921 | 1926 | 1931 | 1936 | 1946 | 1954 | 1962 |
| ---- | ---- | ---- | ---- | ---- | ---- | ---- | ---- | ---- |
| 502  | 457  | 407  | 482  | 464  | 451  | 416  | 409  | 367  |

| 1968 | 1975 | 1982 | 1990 | 1999 | 2004 | 2006 | 2009 | 2014 |
| ---- | ---- | ---- | ---- | ---- | ---- | ---- | ---- | ---- |
| 341  | 272  | 223  | 231  | 213  | 260  | 273  | 244  | 239  |

| 2019 | 2022 | - | - | - | - | - | - | - |
| ---- | ---- | - | - | - | - | - | - | - |
| 223  | 217  | - | - | - | - | - | - | - |

## Lieux et monuments

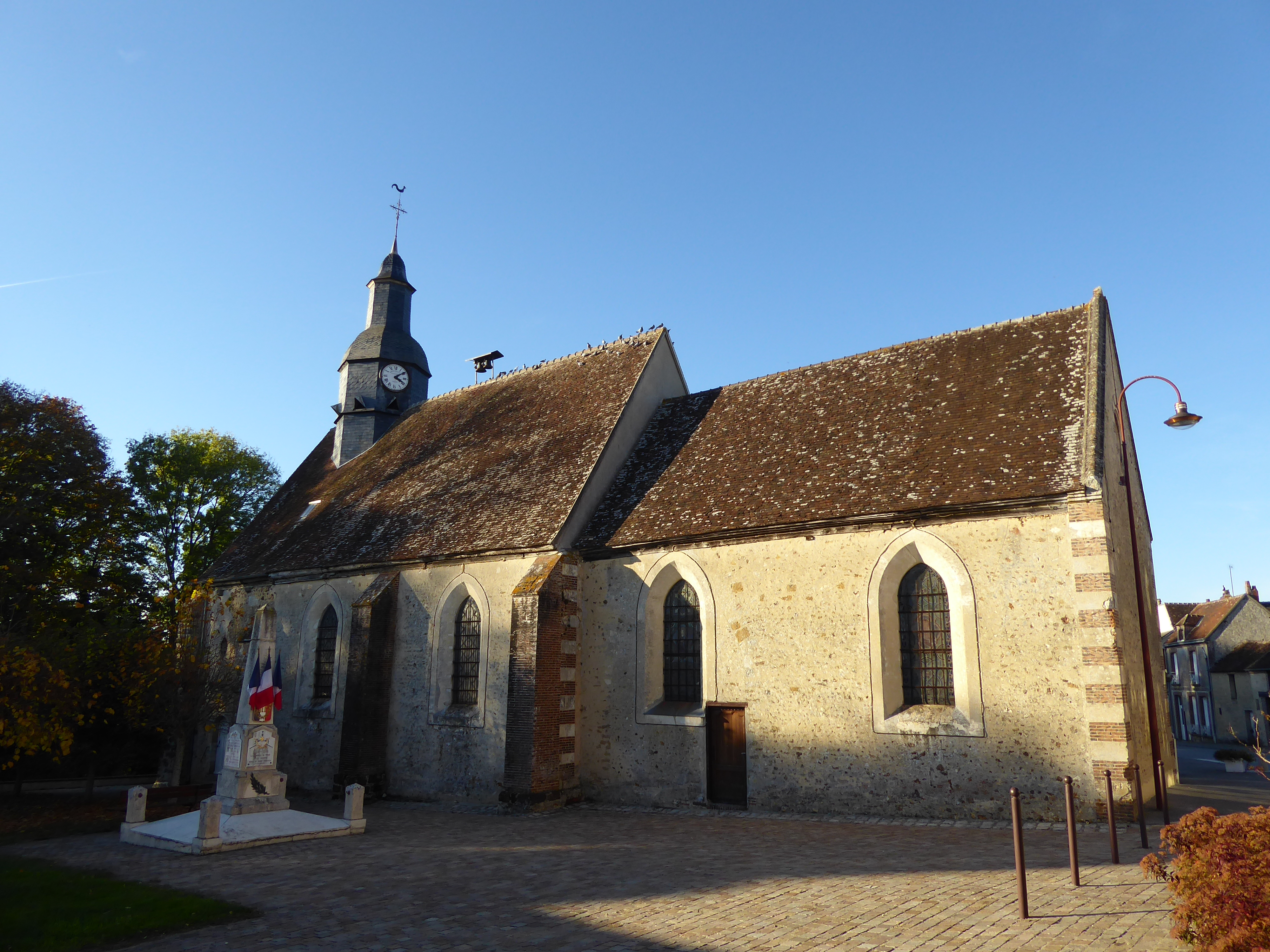
Église et monument aux morts.

- Église Saint-Germain-d'Auxerre. Un ensemble maitre-autel-retable ainsi que trois plaques funéraires sont classés à titre d'objets aux Monuments historiques[36].
- Château du Feillet du XVIIe siècle, inscrit aux Monuments historiques[37].

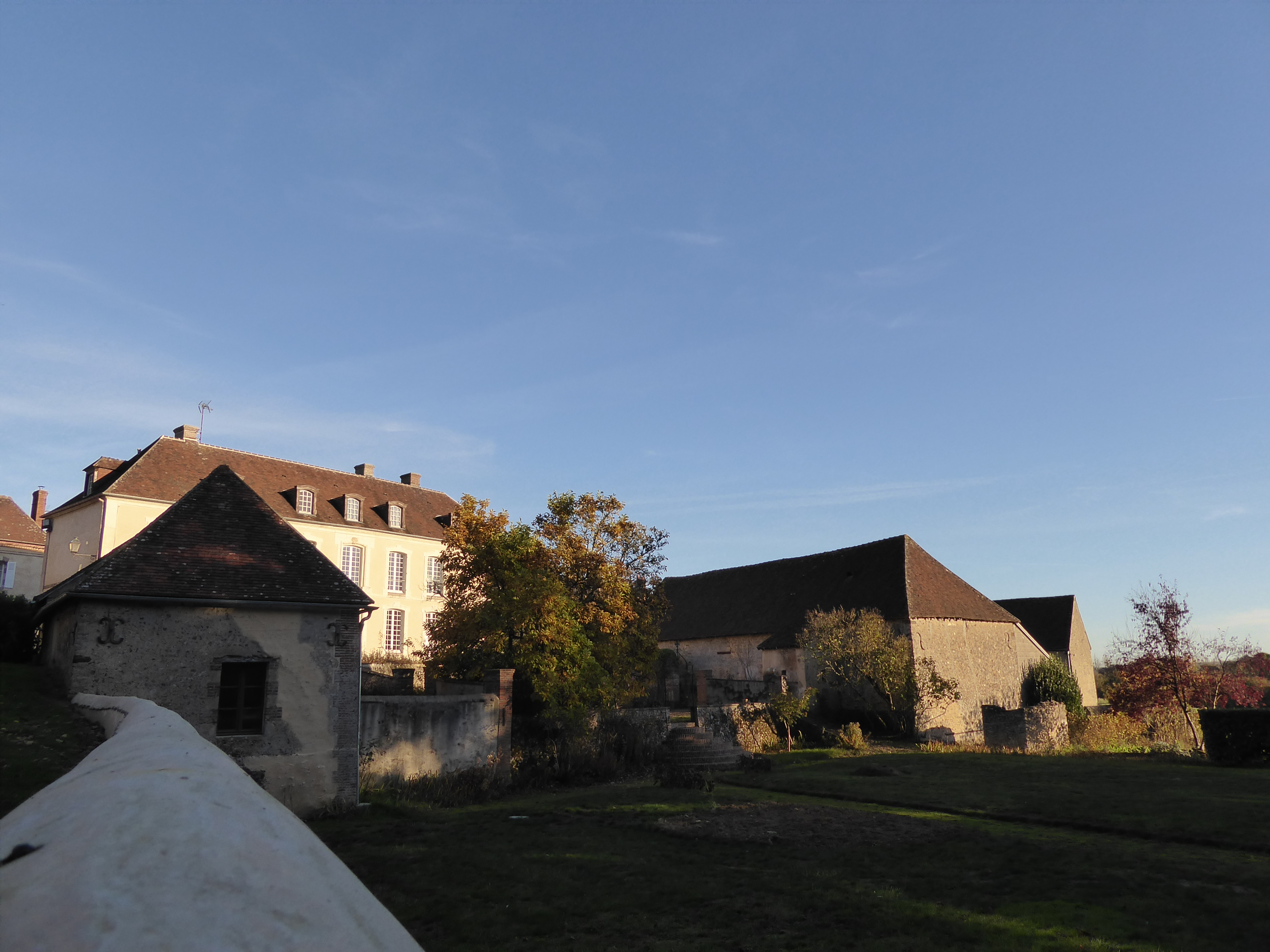
Le presbytère.

- Presbytère du XVIIIe siècle, surplombant le jardin. Les travaux de reconstruction du presbytère s'acheva en 1769 avec le soutien de Claude-Adrien Helvétius, philosophe et châtelain de Voré[38].
- Jardin du presbytère. Jardin en terrasses descendant vers un étang romantique contenant une île arborée[38].

## Activité et manifestations
- Chaque été, le week-end suivant la mi-juillet, le comité des fêtes organise la fête communale comportant un grand vide-grenier[39] et un diner, puis un feu d'artifice.

## Personnalités liées à la commune

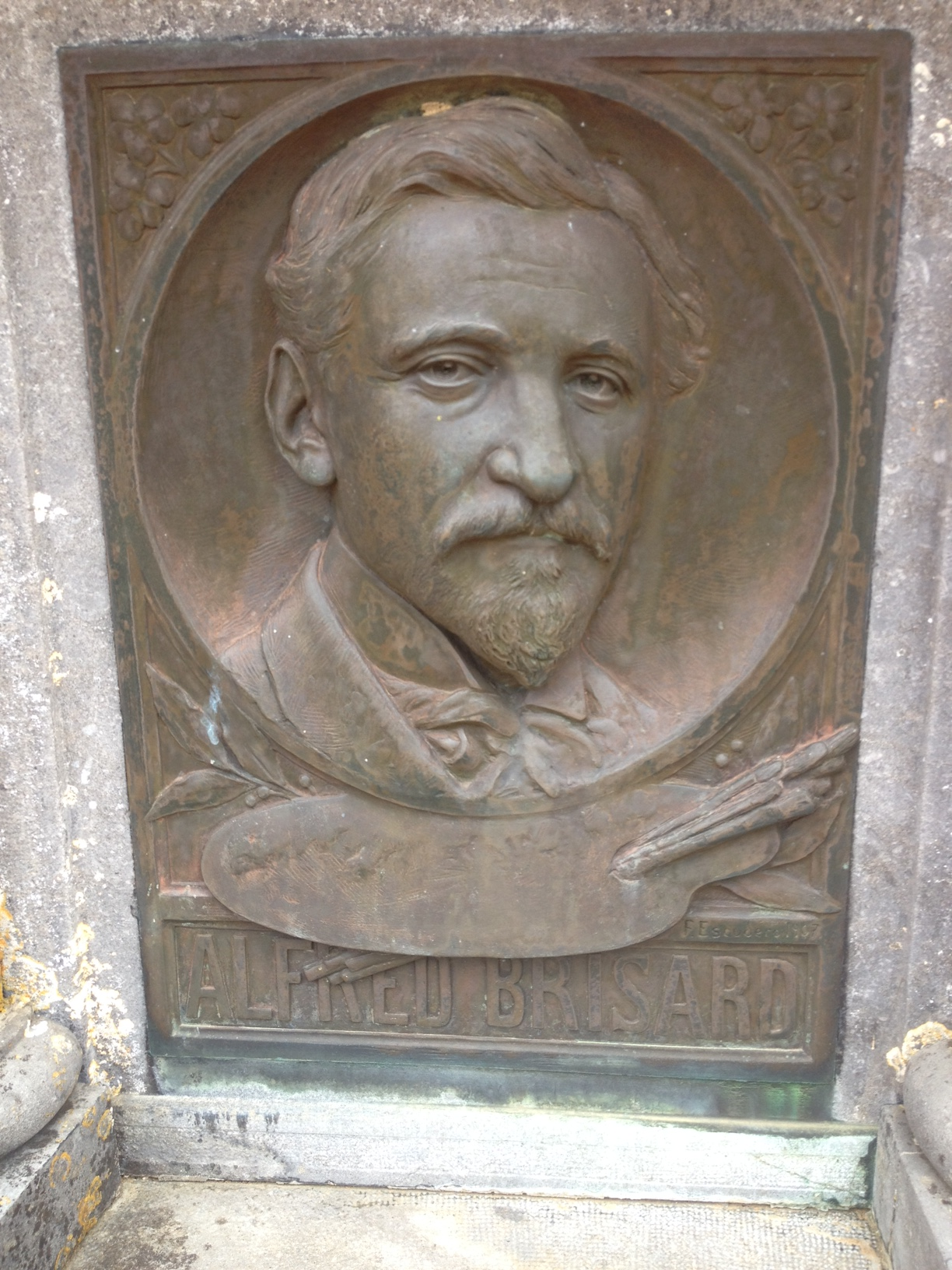
La tombe d'Alfred Brisard.

- Gabriel François, député aux états généraux en 1789, était curé du Mage.
- Alfred Brisard (1861-1906), peintre. Son tableau le plus connu est Le Buveur d'absinthe de 1891. Il décède lors de la catastrophe ferroviaire d'Epernon le 14 octobre 1906. Il est enterré au cimetière du Mage[40].